# پت کراولی
پت کراولی (انگلیسی: Pat Crowley؛ زادهٔ ۱۷ سپتامبر ۱۹۳۳) یک هنرپیشه اهل ایالات متحده آمریکا است.